# Liste des hôpitaux du Togo
Cette liste des hôpitaux du Togo recense le nom, localisation, le type d'établissement, le statut de propriété et les coordonnées des établissements hospitaliers du pays. En 2019, le Togo comptait 207 structures médicales. Les établissements publics incluent 3 hôpitaux régionaux, 31 hôpitaux préfectoraux, 3 hôpitaux universitaires, ainsi que 77 centres médico-sociaux et unités de soins périphériques. Le pays dispose également de plusieurs hôpitaux confessionnels.

## Hôpitaux
Les hôpitaux au Togo sont répertoriés ci-dessous, y compris le nom, la ville, la région, le type, la propriété, les coordonnées et les références.
| Nom                                                                     | Ville                 | Region      | Type d'établissement | Propriétaire | Coordonnées                                                       | Ref         |
| ----------------------------------------------------------------------- | --------------------- | ----------- | -------------------- | ------------ | ----------------------------------------------------------------- | ----------- |
| Centre Hospitalier Préfectoral d'Agou                                   | Agou Prefecture       | Plateaux    | Préfectoral          | Public       | 6°51′11″N 0°42′58″E / 6.85315°N 0.716066°E                        | [ 1 ]       |
| Centre Hospitalier Préfectoral d'Amlame                                 | Amlamé                | Plateaux    | Préfectoral          | Public       | 7°27′22″N 0°54′12″E / 7.45615°N 0.903277°E                        | [ 1 ]       |
| Centre Hospitalier Préfectoral d'Anié                                   | Anié                  | Plateaux    | Préfectoral          | Public       | 7°44′50″N 1°12′03″E / 7.74726°N 1.200867°E                        | [ 1 ]       |
| Centre Hospitalier Préfectoral d'Assahoun                               | Kévé                  | Maritime    | Préfectoral          | Public       | 6°25′49″N 0°55′51″E / 6.43029°N 0.930962°E                        | [ 1 ]       |
| Centre Hospitalier Préfectoral d'Atakpamé                               | Atakpamé              | Plateaux    | Préfectoral          | Public       | 7°30′56″N 1°08′55″E / 7.515455°N 1.14869°E                        | [ 1 ]       |
| Centre Hospitalier Régional d'Atakpamé                                  | Atakpamé              | Plateaux    | Préfectoral          | Public       | 7°30′49″N 1°08′52″E / 7.51363°N 1.14777628697°E                   | [ 1 ]       |
| Centre Hospitalier Préfectoral de Badou                                 | Badou                 | Plateaux    | Préfectoral          | Public       | 7°35′12″N 0°36′31″E / 7.5866°N 0.608575°E                         | [ 1 ]       |
| Centre Hospitalier Préfectoral de Bafilo                                | Bafilo                | Kara Region | Préfectoral          | Public       | 9°21′04″N 1°14′41″E / 9.35105°N 1.244738°E                        | [ 1 ]       |
| Centre Hospitalier Préfectoral de Bassar                                | Bassar                | Kara Region | Préfectoral          | Public       | 9°15′43″N 0°46′44″E / 9.26204°N 0.779027°E                        | [ 1 ]       |
| Centre Hospitalier Préfectoral de Blitta                                | Blitta                | Centrale    | Préfectoral          | Public       | 8°19′24″N 0°58′53″E / 8.3233°N 0.981426°E                         | [ 1 ]       |
| Centre Hospitalier Universitaire de Lomé                                | Lomé                  | Lomé        | Universitaire        | Public       | 6°10′47″N 1°12′43″E / 6.17976°N 1.2120439°E                       | [ 1 ]       |
| Centre Hospitalier Préfectoral de Cinkassé                              | Cinkassé Prefecture   | Savanes     | Préfectoral          | Public       | 11°06′14″N 0°00′34″E / 11.1039°N 0.0094°E                         | [ 1 ]       |
| Centre Hospitalier Préfectoral de Dankpen                               | Dankpen Prefecture    | Kara Region | Préfectoral          | Public       | 9°41′19″N 0°36′39″E / 9.68853°N 0.610828°E                        | [ 1 ]       |
| Centre Hospitalier Régional de Dapaong                                  | Dapaong               | Savanes     | Régional             | Public       | 10°52′08″N 0°12′18″E / 10.8689°N 0.204969°E                       | [ 1 ]       |
| Centre Hospitalier Préfectoral de Doufelgou                             | Niamtougou            | Kara Region | Préfectoral          | Public       | 9°46′05″N 1°06′19″E / 9.76806°N 1.105278°E                        | [ 1 ]       |
| Centre Hospitalier Préfectoral de Elavagnon                             | Elavagnon             | Plateaux    | Préfectoral          | Public       | 8°00′N 1°18′E / 8°N 1.3°E                                         | [ 1 ]       |
| Hôpital Baptiste Biblique (Karolyn Kempton Memorial Christian Hospital) | Adeta                 | Plateaux    | Private              | Faith-Based  | 7°07′35″N 0°42′02″E / 7.1263059140337175°N 0.7005365387176496°E   | [ 2 ]       |
| Hospital of Hope ABWE                                                   | Mango                 | Savanes     | Private              | Faith-based  | 10°22′37″N 0°28′32″E / 10.376819033401977°N 0.47554802762044734°E | [ 3 ] [ 4 ] |
| Centre Hospitalier Préfectoral de Kandé                                 | Kandé                 | Kara Region | Préfectoral          | Public       | 9°57′21″N 1°02′37″E / 9.95586°N 1.043619°E                        | [ 1 ]       |
| Centre Hospitalier Universitaire de Kara                                | Kara                  | Kara Region | Universitaire        | Public       | 9°32′56″N 1°11′53″E / 9.54877°N 1.198086°E                        | [ 1 ] [ 3 ] |
| Centre Hospitalier Préfectoral de Kougnohou                             | Kougnohou             | Plateaux    | Préfectoral          | Public       | 7°39′14″N 0°47′22″E / 7.65401°N 0.789316°E                        | [ 1 ]       |
| Centre Hospitalier Préfectoral de Kpalimé                               | Kpalimé               | Plateaux    | Préfectoral          | Public       | 6°54′38″N 0°37′55″E / 6.91064°N 0.632057°E                        | ,           |
| Centre Hospitalier Préfectoral des Lacs                                 | Aného                 | Maritime    | Préfectoral          | Public       | 6°13′38″N 1°34′53″E / 6.22728°N 1.581424°E                        | [ 1 ]       |
| Centre Hospitalier Régional de Lomé Commune                             | Lomé                  | Lomé        | Régional             | Public       | 6°10′44″N 1°13′57″E / 6.17902°N 1.23257022001°E                   | [ 1 ] [ 5 ] |
| Centre Hospitalier Préfectoral de Mandouri                              | Mandouri              | Savanes     | Préfectoral          | Public       | 10°50′51″N 0°48′02″E / 10.8475°N 0.800442°E                       | [ 1 ]       |
| Centre Hospitalier Préfectoral de Mango                                 | Mango                 | Savanes     | Préfectoral          | Public       | 10°21′27″N 0°28′38″E / 10.3576°N 0.4773°E                         | [ 1 ]       |
| Centre Hospitalier Préfectoral de Notse                                 | Notsé                 | Plateaux    | Préfectoral          | Public       | 6°56′53″N 1°10′13″E / 6.94802°N 1.170302°E                        | [ 1 ]       |
| Centre Hospitalier Préfectoral de Pogouda                               | Kpagouda              | Kara Region | Préfectoral          | Public       | 9°45′10″N 1°19′45″E / 9.75286°N 1.32922°E                         | [ 1 ]       |
| Polyclinique St. Joseph                                                 | Lomé                  | Lomé        | Faith-based          | Private      | 6°10′39″N 1°14′27″E / 6.177416964555225°N 1.2408880736182353°E    | [ 6 ]       |
| Centre Hospitalier Préfectoral de Sokode                                | Sokodé                | Centrale    | Préfectoral          | Public       | 8°59′18″N 1°08′48″E / 8.988295°N 1.146714°E                       | [ 1 ]       |
| Centre Hospitalier Régional de Sokodé                                   | Sokodé                | Centrale    | Régional             | Public       | 8°59′05″N 1°08′06″E / 8.98459°N 1.13492°E                         | ,           |
| Centre Hospitalier Préfectoral de Sotouboua                             | Sotouboua             | Centrale    | Préfectoral          | Public       | 8°33′43″N 0°58′44″E / 8.56188°N 0.978764°E                        | [ 1 ]       |
| Centre Hospitalier Préfectoral de Tabligbo                              | Tabligbo              | Maritime    | Préfectoral          | Public       | 6°35′00″N 1°30′00″E / 6.58333°N 1.5°E                             | [ 1 ]       |
| Centre Hospitalier Préfectoral de Tandjouaré                            | Tandjouaré Prefecture | Savanes     | Préfectoral          | Public       | 10°39′21″N 0°11′42″E / 10.6559°N 0.195°E                          | [ 1 ]       |
| Centre Hospitalier Préfectoral de Tchamba                               | Tchamba               | Centrale    | Préfectoral          | Public       | 9°01′36″N 1°24′59″E / 9.02668°N 1.416516°E                        | [ 1 ]       |
| Centre Hospitalier Préfectoral de Tohoun                                | Tohoun                | Plateaux    | Préfectoral          | Public       | 7°01′21″N 1°36′57″E / 7.02262°N 1.615901°E                        | [ 1 ]       |
| Centre Hospitalier Universitaire de Tokoin                              | Lomé                  | Lomé        | Universitaire        | Public       | 6°08′43″N 1°12′21″E / 6.14524°N 1.205958°E                        | ,           |
| Centre Hospitalier Régional de Tomdè                                    | Kara                  | Kara Region | Régional             | Public       | 9°33′12″N 1°12′10″E / 9.55323°N 1.202887°E                        | ,           |
| Centre Hospitalier Préfectoral de Tone                                  | Dapaong               | Savanes     | Préfectoral          | Public       | 10°52′08″N 0°12′18″E / 10.868901°N 0.204969°E                     | [ 1 ]       |
| Centre Hospitalier Préfectoral de Tsévié                                | Tsévié                | Maritime    | Préfectoral          | Public       | 6°25′24″N 1°12′38″E / 6.423215°N 1.210459°E                       | [ 1 ]       |
| Centre Hospitalier Préfectoral de vogan                                 | Vogan                 | Maritime    | Préfectoral          | Public       | 6°20′06″N 1°31′47″E / 6.33496°N 1.529707°E                        | [ 1 ]       |